# Neopilina galatheae
Neopilina galatheae ist eine von drei Arten der Gattung Neopilina, die zu den Einschalern (Monoplacophora) innerhalb der Weichtiere (Mollusca) gehören. Es sind äußerlich napfschneckenähnliche Meerestiere mit einer Schalenlänge von ca. 3 cm.

## Entdeckungsgeschichte und Namensgebung
Neopilina galatheae wurde erstmals 1952 anlässlich einer dänischen Expedition in einer Meerestiefe von 3750 m vor der Westküste von Costa Rica im Rahmen eines Schleppnetzfanges gefunden. 1957 wurde die Art von Henning Lemche wissenschaftlich beschrieben und wegen ihres anatomisch eigenartigen Baus nach dem aus dem Kambrium bekannten Fossil Pilina als Neopilina („neue Pilina“) benannt. Den Artnamen wählte er nach dem dänischen Forschungsschiff Galathea, von dem es gefunden worden war. Die Gattung Neopilina galt zeitweise als ein „lebendes Fossil“ mit dem anatomischen Bau eines „Urweichtiers“. Sie vereinigt jedoch sowohl ursprüngliche als auch abgeleitete Merkmale der Weichtiere.

## Anatomie und Morphologie
Wie alle Schalen der Schalenweichtiere hat auch die Schale von Neopilina einen dreischichtigen Aufbau. An einem Exemplar wurden die Reste des embryonalen Gewindes gefunden, das jedoch nach vorne gewunden war, wie bei Nautilus, einem Vertreter der Kopffüßer.